# Nepal International 2017
Die Nepal International 2017 im Badminton fanden vom 20. bis zum 24. Dezember 2017 in Kathmandu statt.

## Sieger und Platzierte
| Disziplin    | Gold                                | Silber                            | Bronze                                          |
| ------------ | ----------------------------------- | --------------------------------- | ----------------------------------------------- |
| Herreneinzel | Shreyansh Jaiswal                   | Lakhanee Sarang                   | B. M. Rahul Bharadwaj                           |
| Herreneinzel | Shreyansh Jaiswal                   | Lakhanee Sarang                   | Lê Đức Phát                                     |
| Dameneinzel  | Deng Xuan                           | Soraya Aghaei Hajiagha            | Thet Htar Thuzar                                |
| Dameneinzel  | Deng Xuan                           | Soraya Aghaei Hajiagha            | Vũ Thị Trang                                    |
| Herrendoppel | Danny Bawa Chrisnanta Terry Hee     | Ian Wong Jien Sern Tan Chee Tean  | Bảo Minh Dương Bảo Đức                          |
| Herrendoppel | Danny Bawa Chrisnanta Terry Hee     | Ian Wong Jien Sern Tan Chee Tean  | Muhammad Amar Mohd Sani Muhammad Amir Mohd Sani |
| Damendoppel  | Aparna Balan Sruthi Kurien          | Harika Veludurthi Karishma Wadkar | Venkata Ramya Tulasi Bailupudi Varsha Belawadi  |
| Damendoppel  | Aparna Balan Sruthi Kurien          | Harika Veludurthi Karishma Wadkar | Shapla Akhter Alina Sultana                     |
| Mixed        | Vighnesh Devlekar Harika Veludurthi | Dipesh Dhami Shova Gauchan        | Ratnajit Tamang Nangsal Tamang                  |
| Mixed        | Vighnesh Devlekar Harika Veludurthi | Dipesh Dhami Shova Gauchan        | Eveshgaran Vasigaran Dharshinie Vasigaran       |